# Fort Saint Louis (Ouidah)
El Fort Saint Louis fou una fortalesa a Ouidah (Whydah) al modern Benín (abans Dahomey).
Un establiment comercial fou fundat per Henri Carolof (Heinrich Caerlof), un alemany al servei de la Companyia Francesa de les Índies Occidentals al regne d'Hueda. L'establiment fou destruït en una guerra local el 1692 i abandonat. El 1701 un capità francès va desembarcar i va demanar al rei d'Hueda el restabliment de la factoria però el rei només va permetre la creació d'un "lodge" a la capital Savi. Però una segona expedició el 1704 va aconseguir el permís per restablir la factoria i per la seva fortificació; el rei Ayohuan (Ayehoin) va aportar 400 homes i dones per a la construcció. Fou anomenat oficialment com a Saint Louis de Gregoy i va pertànyer a diverses companyies fins al 1767 que va passar a la corona francesa. Fou abandonat el 1797 però reocupat per mercaders privats de Marsella de la casa Regis de Marsella el 1842. El fort fou demolit finalment el 1908 i al seu lloc hi ha una plaça (la "Plaça del Fort 
Francès").

## Governadors
- 1704 - 170? Gommat (o Gommet)
- 1707 - 1710 Derigouyn
- 1710 - 1712 Chamois
- 1712 - 1715 Du Coulombier
- 1715 - 1722 Bouchel
- 1722? - 1727? Levesque
- 1727 - 1729 Houdoyer-Dupetitval
- 1729 - 1730 Gallot (interí)
- 1730 - 1731 Mallet de la Mine
- 1732 Lavigne
- 1732 - 1734 Julien du Belay
- 1734 - 1737 Delisle
- 1737 - 1742 Laurent
- 1742 Levens
- 1742 - 1747 Levet
- 1747 - 1751 Druno de la Court
- 1751 - 1755 Jacques Guestard
- 1755 - vers 1758 Dubourdieu
- 1763 - 1764 Antoine Pruneau de Pommegorge
- 1764 Remillat
- 1764 - 1765 Cuillie
- 1765 - 1774 Jacques Guestard (segona vegada)
- 1774 - 1775 de Warel
- 1775 - 1786 Joseph Ollivier de Montaguère
- 1787 - 1789 Pierre Simon Gourg
- 1789 - 1797 Louis Deniau de la Garenne
- 1797 Pierre Bonon

## Nota
1. ↑  Aisan o Amar a altres fonts europees, va regnar de 1703 (quan va succeir a Agbangla) fins a 1708 quan fou succeït per Hufon